# Palio Prasidaki
Palio Prasidaki (în greacă: Παλιό Πρασιδάκι) este un sat în prefectura Elida, Grecia. Denumirea veche a satului a fost Prasidaki (acum Palio Prasidaki). Numele Palio Prasidaki înseamnă Vechiul Prasidaki.